# GO (タクシー関連企業)
GO株式会社（ゴー、英: GO Inc.）は、東京都港区に本社を置き、タクシー配車アプリ「GO」の提供など、タクシー関連事業を行う企業。旅行業および職業紹介事業の許可も有する。筆頭株主は、日本交通およびディー・エヌ・エー (DeNA) 。
旧社名はJapanTaxi株式会社（ジャパンタクシー）および、株式会社Mobility Technologies（モビリティーテクノロジーズ）。2023年4月1日付でサービス名に合わせて現社名へ商号変更した。

## 概要
配車アプリ「GO」の開発・提供を中心に、日本全国のタクシー事業者に向けたモビリティ分野の事業を行っている。
元来は1977年に日本交通の電算システムを管理する子会社（株式会社日交計算センター、1992年より株式会社日交データサービス）として設立された。
2010年より日本全国のタクシー事業者を対象とした「全国タクシー配車」などのタクシー配車アプリの開発・提供を開始した。その後の配車アプリの競争拡大に伴い、2015年に法人名を「JapanTaxi株式会社」、2018年にアプリ名を「JapanTaxi」へ改称した。
現体制となったのは、2020年に同じくタクシー配車アプリ「MOV」を提供するDeNAのMOV部門および同DRIVE CHART部門と当社が事業統合し、社名を「株式会社Mobility Technologies」に変更してからである。この事業統合は、DeNAがMOV/DRIVE CHARTの両部門を会社分割し、JapanTaxiが承継するという形で行われた。配車アプリはMOVをベースとして開発が継続され、同年中にアプリ名を「GO」へ改称した。
2023年4月1日付で現社名「GO株式会社」へ改称した。
2023年11月24日に、本社を麻布台ヒルズ森JPタワー23階に移転した。

## 事業

### GO
タクシー配車アプリの運営、および加盟するタクシー事業者への業務支援システムの提供。

### GO BUSINESS
GO BUSINESS（ゴー ビジネス）は、法人向けタクシー利用管理サービスである。旧JapanTaxiの「JapanTaxi BUSINESS」に相当する。社員のタクシー利用履歴管理や請求書払い、経理システム連携、Web上からの代理配車の他、来客向けの電子タクシーチケット機能などがある。

### GO CALL
GO CALL（ゴー コール）は、施設の車寄せなどにGO CALL端末を設置して運用される、公共施設向けタクシー配車システムである。来訪者が自ら施設に配車を依頼したり、タクシー会社に電話したりすることなく、簡単な操作でタクシーを呼ぶことができる。旧アプリの「MOV CALL」「JapanTaxi forTAB」に相当する。
配車後、端末から発行されたレシートに印字されたQRコードを読み取ることで車両位置を確認できる等の機能がある。

### GO Dine
GO Dine（ゴー ダイン）は、高級料理店専門のフードデリバリーサービスである。一般的な出前などと異なり、配達はタクシーで行われ、保冷バッグに入れて運搬される。GOに加盟するタクシー事業者の内、貨物自動車運送事業（飲食物限定）の認可を有する事業者が対応する。配送料は料理店から届け先までの距離などに応じた事前確定運賃が請求される。
2023年7月31日にサービス終了。

### お客様探索ナビ
お客様探索ナビは、加盟事業者に所属するタクシー乗務員向けの需要予測サービスである。運転席に専用端末を設置して利用する。AIが乗客・車載アプリの双方から収集した過去・現在の情報を元に、今後タクシー需要が高いと予測される地域に向けてナビ案内を行い、乗客を探すのに最適な運行経路をタクシー乗務員に提示するもので、新人乗務員の売上確保や、効率的な運行を目指したものである。

### DRIVE CHART
DRIVE CHART（ドライブチャート）は、商用車向けドライブレコーダーおよびそれに付随する安全運転支援システムである。危険運転箇所をAIが自動的に抽出し、管理者・運転手が簡単に当該箇所の映像を確認できるなどの機能を備える。
元々DeNAで開発・提供が行われていた（MOVとは無関係の別部門）が、JapanTaxiとの経営統合時にMOV部門と共にDRIVE CHART部門もDeNAから分割され、Mobility Technologies（当時）に引き継がれた。

### GO Reserve / GO Shuttle / GO Crew

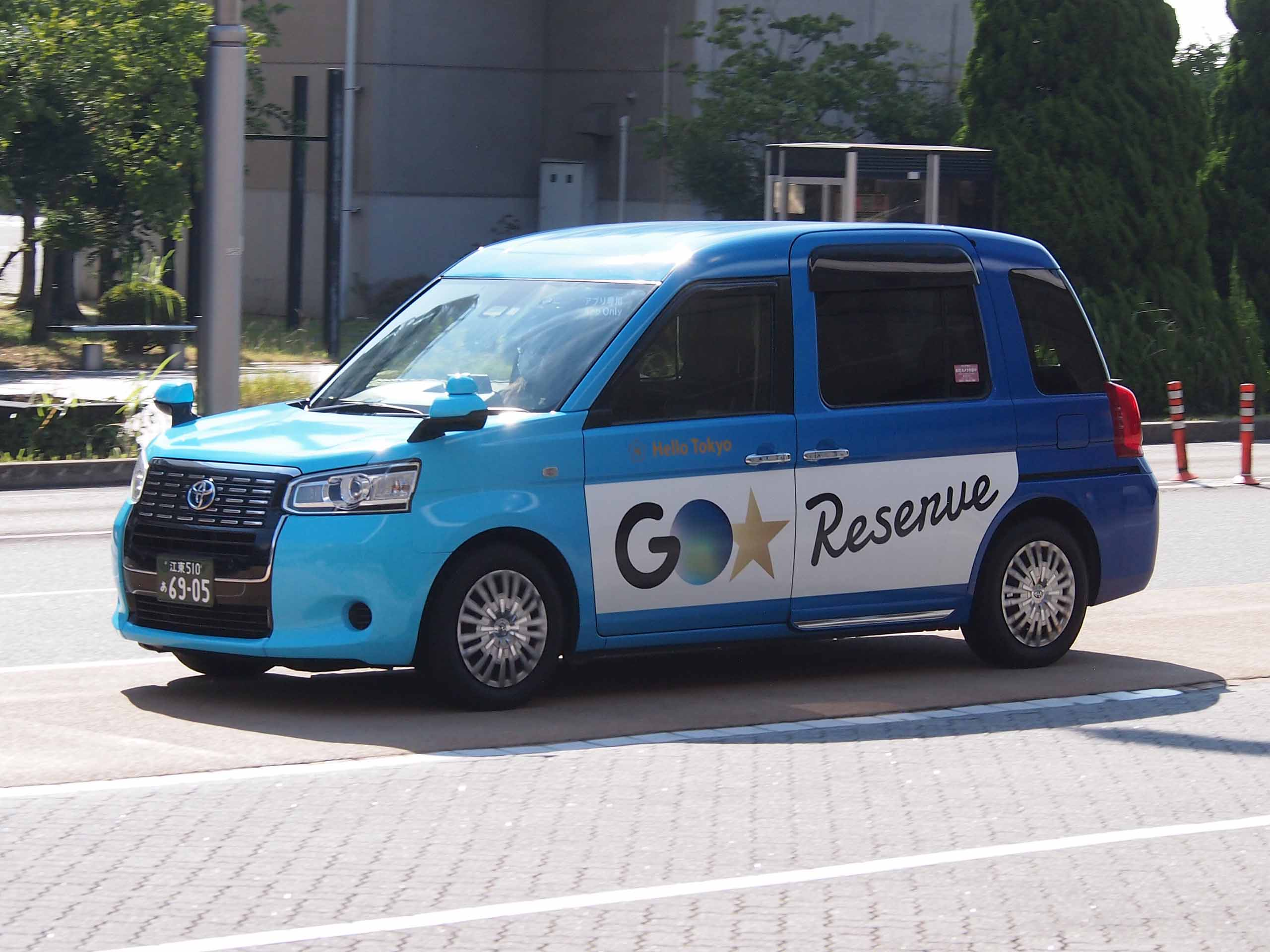
GO Reserve専用車（ハロートーキョー）

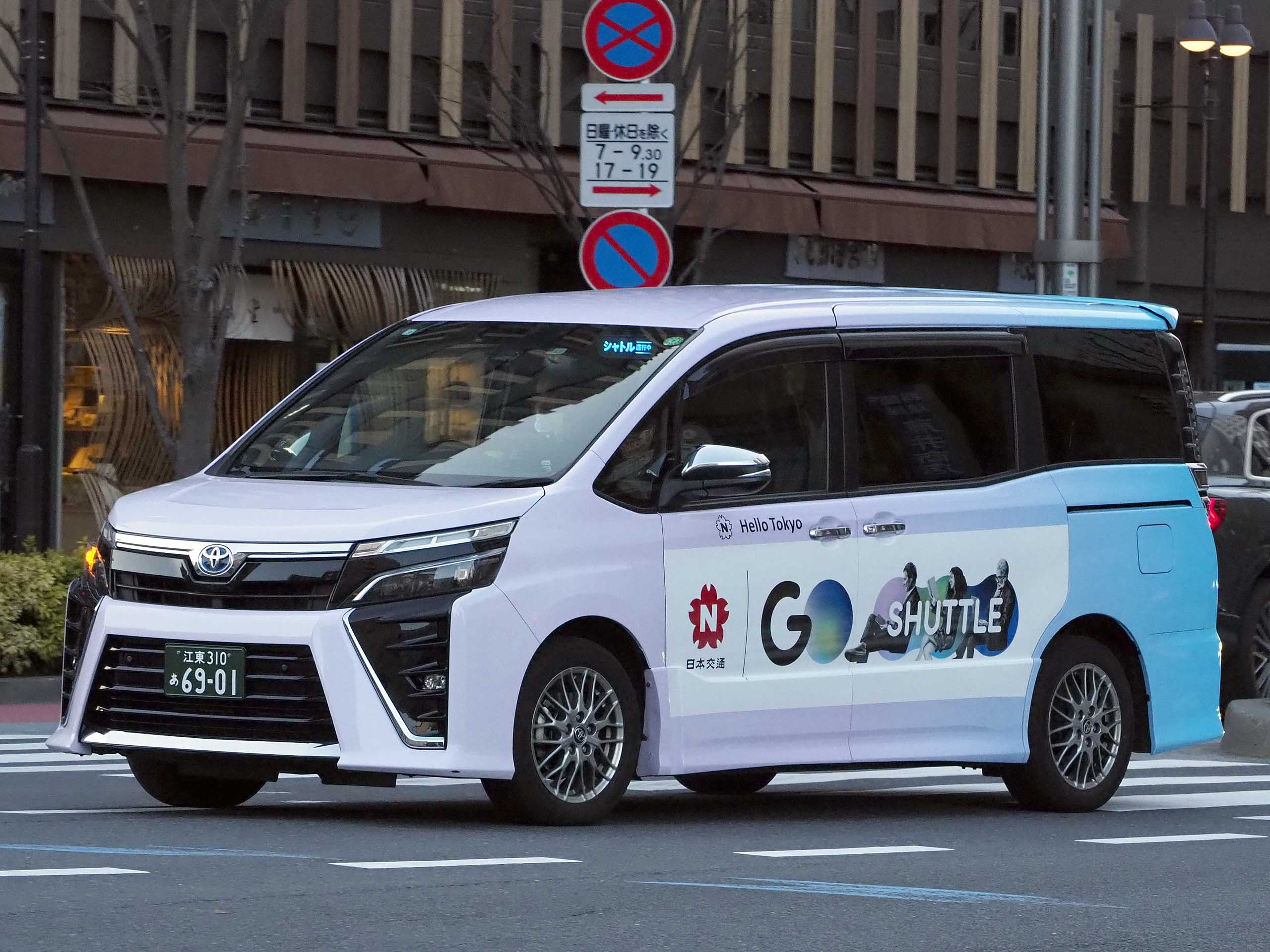
GO Shuttle専用車（ハロートーキョー）

GO Reserve（ゴー リザーブ）およびGO Shuttle（ゴー シャトル）は、GOからの注文のみで運行する車両である。GO Reserveに用いられる車両はその他ハイヤー枠のトヨタ・ジャパンタクシーが、相乗りサービスのGO Shuttleはトヨタ・ヴォクシークラスのミニバンが用いられ、いずれも青基調の専用ラッピングを施されている。乗務員はGO Crew（ゴー クルー）と称する。社名表示灯（行灯）と実空車表示器（スーパーサイン）は設置されていない代わりに、フロントウィンドウ上部に「アプリ専用」(APP only)の表示器が装備される。
乗務員の雇用形態は通常のタクシー乗務員とは異なり、時給制・短時間シフトでの勤務が可能である点をアピールしている。従来の雇用形態が障壁となって人手不足が続き、都市部のラッシュ時間帯において全てのGO注文を受けられない状況を改善するために始まった。
車両の運行や乗務員の雇用は提携事業者が担当し、GOは雇用仲介のみ行う。クルーの制服は紺色のノーカラージャケット（支給）のみ指定。リザーブ車両にはGO注文のうち、GO Payと降車地が設定され、乗車距離が一定以下と予想される注文のみが配車され、リザーブ車指定での注文はできない。
2024年（令和5年）5月時点での当事業提携事業者は以下の通り。
- 東京都
  - ハロートーキョー（江戸川区臨海町）[注釈 1]
  - 日立自動車交通第二（足立区綾瀬）
  - 日本交通
  - キャピタルモータース
  - 宮園自動車（杉並区井草）[19]
- 神奈川県
  - 北斗タクシー（横浜市中区小港町）
  - 三和交通（横浜市港北区鳥山町）
  - 日本交通横浜
- 千葉県
  - 千葉構内タクシー（千葉市中央区問屋町）
- 愛知県
  - 愛電交通（名古屋市昭和区鶴舞）
- 大阪府 
  - モビリティネクスト
  - 大阪大同交通
  - 毎日交通
  - 東京・日本交通
- 京都府
  - 山城ヤサカ交通（京田辺市草内大東）

### タクシー産業GXプロジェクト
タクシー車両を電気自動車に置き換え、脱炭素化・グリーントランスフォーメーション（GX）を推進するプロジェクトである。NEDO採択事業。タクシー事業者向け車両リースや急速充電器の設置などといった、タクシー事業に特化したエネルギーマネジメントシステムを構築していく計画である。
既に当プロジェクトに基づき小田原市と包括連携協定を結んでおり、世田谷区の荏原交通および小田原市の日本交通横浜を皮切りに、複数のタクシー事業者で電気自動車タクシー運行のマネジメントを行っている。

### ニセコモデル
冬期のオーバーツーリズム対策。

## 沿革
以下、統合前も含めて提供アプリの沿革も同時に記す。

### JapanTaxi
法人としては、1977年（昭和52年）に日本交通 (東京都)が子会社として株式会社日交計算センターを設立したのが始まりである。1992年（平成4年）、株式会社日交データサービスに改称。従来は日本交通社内の電算システムの開発・保守を行う会社であったが、ASPを利用したフィーチャーフォン用タクシー配車システムなども開発していた。
2010年（平成22年）頃から、日本交通の会長・川鍋一朗の指揮により、スマートフォンでタクシーを呼ぶアプリ（配車アプリ）の開発を開始、2011年（平成23年）に「日本交通タクシー配車」「全国タクシー配車」をリリースする。スマートフォンの地図上にピンを刺して乗車場所を指定したあと、車両など条件のを選択してタクシーを注文するという仕組みであったが、これは川鍋がピザの宅配アプリから発想を得たという。従来の電話注文に比べ、注文からタクシーの到着までにかかる時間が大幅に短縮されたことから、配車アプリは徐々に人気を増していくこととなる。

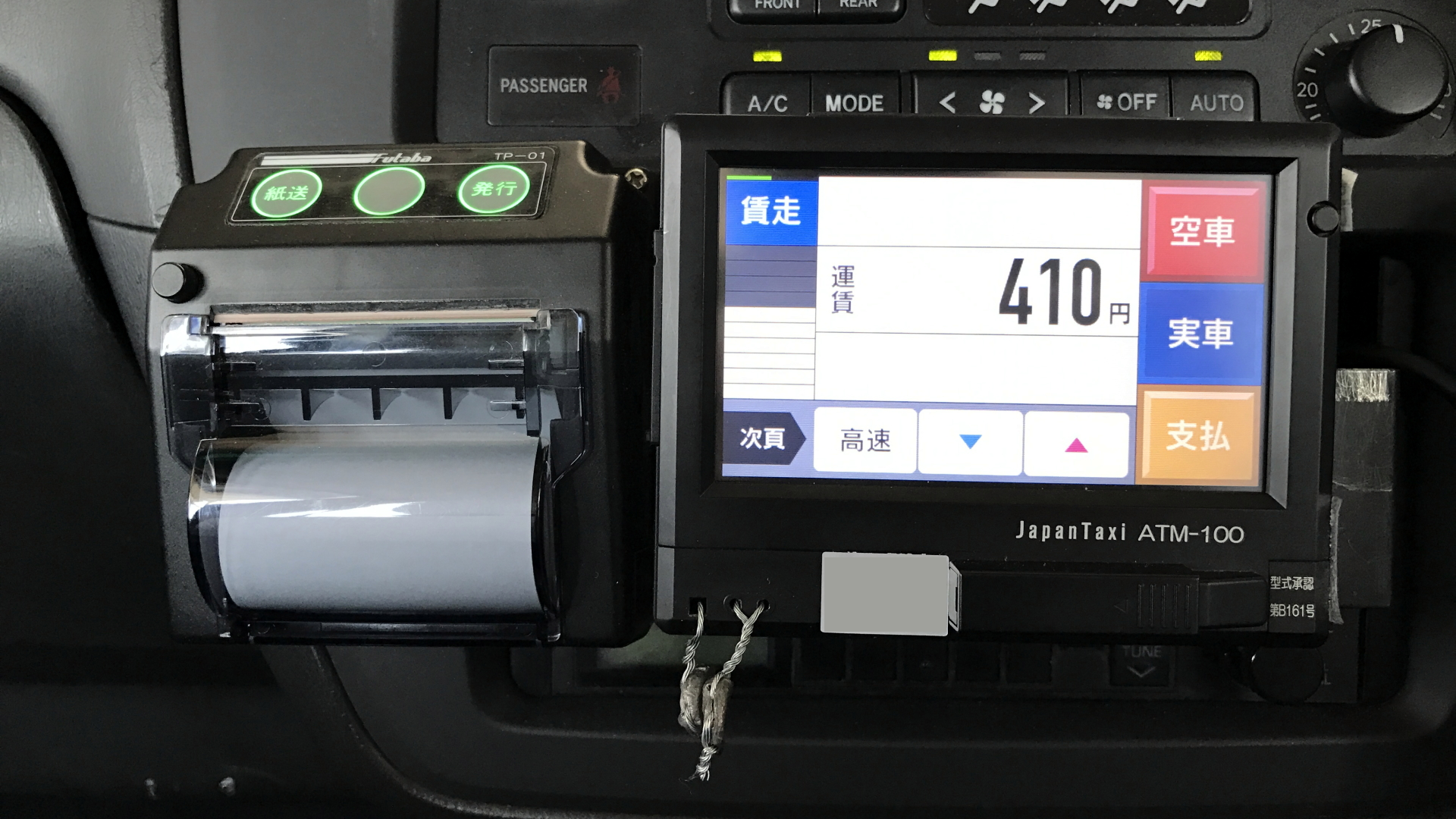
当社製タクシーメーター
二葉計器製筐体に独自ソフトウェアを入れたもの。日本交通グループのみ導入。

2015年（平成27年）にはJapanTaxi株式会社に改称し、同年から2016年（平成28年）にかけて、以下のサービスを提供開始する。
- ネット決済機能 - アプリ上でクレジットカードを登録することで、車内での運賃支払いを省くことができる機能。後のJapanTaxi Wallet → GO Payに相当する。
- JapanTaxiタブレット - タクシー車両の助手席背面に設置し、映像広告を配信するほかQR決済端末などとして利用可能なタブレット端末。
- JapanTaxiドライブレコーダー - タクシーメーターやOBDなどの信号を受信して、それらのデータと車内外の映像を同時に保存し、専用のビューアーで一覧できるドライブレコーダー。
- JapanTaxi BUSINESS - 法人向けタクシー利用管理サービス。付随して、施設来訪者がフロントなどに依頼せず自身でタクシーを呼べる据置型タブレット端末およびそのシステム「JapanTaxi for TAB」「JapanTaxi for WEB」も提供開始された。
- JapanTaxiメーター - 二葉計器の製品（同社製R9-6型）を改造したタッチパネル式タクシーメーター（ATM-100型）。同時にタクシー車載機器をBluetoothで接続するシステムも開発され、いずれも日本交通グループの事業者向けにのみ提供された[注釈 3]。

この当時、同社が提供するアプリは、既存の配車システムとの融合を前提としていたため、乗客用アプリ、アプリサーバ、加盟事業者の配車システム、タクシー車両の4者間で情報を往復させて配車を行っていた。この方式は、新規導入する際のコストが抑えられ、タクシー乗務員も従来通りの機器操作でアプリ配車に対応できる点ではメリットがあったが、異なる配車システムが混在する地域では車両決定までに時間がかかる上、各社が個別に受注する配車とも輻輳することから、配車能力に限界があった。
そこで、2018年（平成30年）にはアプリ名をJapanTaxiに改称し、乗客用アプリのUIを一新する。同時に、後述の「タクベル」に倣い、JapanTaxi配車専用の車載器「JapanTaxi DRIVER'S」を加盟事業者向けに提供開始する。これは配車受信機能やカーナビ機能を組み込んだ乗務員向けアプリをAndroidタブレットに搭載したもので、配車をアプリサーバとDRIVER'S端末の2者間でのみやりとりするため、配車能力の向上、効率化につながった。同時に、乗客・乗務員間での音声通話や定型文のやりとりを行えるようになった。
2019年（平成31年・令和元年）には新型「JapanTaxiタブレット」を提供開始。従来は液晶画面とQR決済用カメラのみを有していたところに、クレジットカード決済機（コンタクトレス/IC/磁気対応）とFelica決済機を組み合わせ、決済方法の選択から支払まで乗客自ら行うセルフレジ式決済機となった。
2020年（令和2年）には、当社とタクシー配車アプリ「MOV」を提供するDeNAの当該事業部門が合併し、株式会社Mobility Technologiesに改称された。この時点で「JapanTaxi」は47都道府県の7万台が利用可能で、「JapanTaxi BUSINESS」も1000社以上の登録があった。
年表
- 1977年（昭和52年） - 株式会社日交計算センターとして設立。
- 1992年（平成4年） - 株式会社日交データサービスに改称。
- 2011年（平成23年）
  - 1月18日 - 「日本交通タクシー配車」iOS版をリリース。当初は東京特別区・武三交通圏の日本交通グループ全車両で対応開始。
  - 2月22日 - 「日本交通タクシー配車」Android版をリリース。
  - 12月13日 - 姉妹アプリとして「全国タクシー配車」をリリース。
- 2015年（平成27年） - JapanTaxi株式会社に改称。
- 2016年（平成28年） - 株式会社フリークアウトとの合弁で、子会社の株式会社IRISを設立。
- 2018年（平成30年）9月 - 「全国タクシー配車」が「JapanTaxi」に改名、同時に加盟事業者向け車載端末「JapanTaxi DRIVER'S」提供開始。
- 2019年（平成31年）3月 - アプリ利用者への説明が不十分なまま、利用者の位置情報をタクシー降車後も追跡し、当該タクシー乗車中にTokyoPrimeが配信していたタクシー車内広告や、JapanTaxiタブレットのカメラで記録した乗客の顔写真などと紐付けるなどしていたとして、これを利用者に分かりやすく説明するよう、2018年（平成30年）11月末に公正取引委員会から注意を受けていたことが、日本経済新聞により報道される。以降、広告への位置情報の利用は行われなくなった[30][31]。
- 2020年（令和2年）4月1日 - DeNAのMOV部門と合併し、株式会社Mobility Technologiesに改称。

### MOV（DeNA）
日交データサービスによる「全国タクシー配車」リリース以降、配車アプリの人気が高まり、多くのタクシー事業者が同様のアプリを提供しはじめたが、その多くが各社局の車両のみ配車可能なものであった。一方で、従来より事業者跨ぎでの配車を目指していた「全国タクシー配車」は日本交通という特定の事業者が母体となっていたために忌避する事業者もあり、2016年（平成28年）には東京ハイヤー・タクシー協会により、これらを解決したアプリ「スマホ de タッくん」が提供開始されるまでとなったが、いずれも各社が保有していた既存の配車システムとの融合を図ったものであったため、システム面での課題を多く抱えていた。
DeNAはこうした状況に着目し、自社のオートモーティブ事業部内に新部門を立ち上げ、2017年（平成29年）より「タクベル」でタクシーアプリ事業に参入した。大まかな機能（地図上で場所を指定して注文、カード登録によるネット決済機能など）は先発の各配車アプリに倣っているが、従前の課題を解決すべく、当初より「専用の乗務員端末を用いて」「AIにより車両を決定するシステム」を、日本の配車アプリとして初めて導入した。
2017年（平成29年）に神奈川県タクシー協会の協力の下、横浜市内で実用実験を開始した。後に、神奈川県全域への拡大、京阪神地域への進出を経て、2018年（平成30年）には正式全国展開と共にアプリ名を「MOV」に変更した。
2019年（平成31年・令和元年）には、以下のサービスを提供開始する。
- MOVアプリ上で、配車中のタクシー乗務員と乗客の間で音声通話ができる機能[35]。
- 加盟するタクシー事業者向けに、MOV車載端末と連動した決済機を提供開始[36]。
- MOV専用配車端末「MOV CALL」の運用開始[37]。
- 加盟するタクシー事業者向けに「お客様探索ナビ」の提供（商用化）を開始[38]。これは乗客・車載アプリの双方から収集した過去・現在の情報を元に、今後タクシー需要が高いと予測される地域に向けてナビ案内を行い、乗客を探すのに最適な運行経路をタクシー乗務員に提示するもので、新人乗務員の売上確保や、効率的な運行を目指したものである[12]。

2020年（令和2年）には、DeNAのMOV部門が同業のJapanTaxi株式会社と事業統合することとなり、同社は名称を「株式会社Mobility Technologies（MoT）」に変更。MOVの全事業はMoTに引き継がれた。この時点でMOVは全国7エリアで展開していた。
年表
- 2017年（平成29年）9月12日 - 「タクベル」の実用実験を横浜市の限定エリアで開始。神奈川県タクシー協会と共同で10月31日まで実施[41]。
- 2018年（平成30年）
  - 4月19日 - 「タクベル」が神奈川県横浜・川崎エリアで正式サービス開始[42]。
  - 7月11日 - 「タクベル」の対象エリアを横浜・川崎エリアから神奈川県に拡大[43]。
  - 12月5日 - 神奈川県内でサービス展開していた次世代タクシー配車アプリ「タクベル」を全国展開。同時に名称を「MOV」へとリブランディング[44]。
- 2019年（平成31年・令和元年）
  - 7月8日 - 大阪府の近鉄タクシーと国際興業大阪と新大阪タクシーの3社と京都府の京都府タクシー協会配車アプリ推奨事業者となっている9社とで大阪府と京都府にエリアを拡大[45]。
  - 11月 - 兵庫県での正式導入に先行して阪神タクシーが導入[46]。
  - 12月2日 - 兵庫県にエリアを拡大[47]。
- 2020年（令和2年）
  - 1月14日 - 東京都多摩地区にエリアを拡大[48]。
  - 1月16日 - 第一交通産業との協業を発表。今後、全国の第一交通タクシーで導入される[49][注釈 4]。
  - 2月4日 - ディー・エヌ・エー（DeNA）のタクシー配車アプリ部門が日本交通ホールディングス系のJapanTaxi株式会社と2020年4月1日に統合することを発表[50]。
  - 4月1日 - ディー・エヌ・エー（DeNA）のタクシー配車アプリ部門とJapanTaxi株式会社が統合され、株式会社Mobility Technologiesに社名変更された。MOVおよびJapanTaxiの両アプリが同社の管理下となる。

### 統合後（GO）
2020年（令和2年）2月4日、DeNAのMOV部門とJapanTaxi株式会社の事業統合が発表され、同年4月1日には先述の通り「株式会社Mobility Technologies（以下、MoT）」として事業を開始した。統合時点の株式はDeNAと日本交通が各38.17%を保有し、残りは日本交通以外の旧JapanTaxiの株主がそのまま保有する。事業統合はDeNAが当該部門を会社分割で切り離し、それをJapanTaxiが承継するという形で行われたが、会長の川鍋は内部的な認識は対等な合併であることを強調している。
事業統合の理由として、「JapanTaxiの日本全国に及ぶ加盟事業者・台数と、タクシー向けハードウェアの開発能力」「DeNAのAIを用いた技術開発、サービスづくりの能力」という両者の強みを活かし、経営資源の集約化により事業拡大を加速し、日本のタクシー産業の次世代化を図る旨が公式より発表された。
事業内容は両者のものを統合した上で順次整理が進められた。同年9月1日には統合後の配車アプリの名称が「GO」となることが発表され、同日リリース開始。当初の対応予定範囲は、JapanTaxiとMOVの加盟事業者を合算した、47都道府県の約10万台。その後、2020年～2021年にかけて以下のような施策が採られた。
- 乗客用アプリに関しては、MOVの名称をGOに変更し、旧MOVをベースに開発を継続。JapanTaxiは当面継続した上で、東京/神奈川より順次サービス終了。アプリ上では後継アプリとしてGOへの移行を促す案内を行う[53]。
  - 一部JapanTaxiのみで提供していた機能（空港定額、事前予約など）に関しては、既に旧アプリの利用が停止された地域においても、当該機能を一定回数以上利用していた利用者のみ旧アプリを利用可能とする措置を執り、GOで新機能がリリースされる毎に順次利用停止[54]。
  - 統合後は、旧JapanTaxiの加盟事業者に所属するタクシーでもGOからの配車を受注できるようにされたが、サービス終了に向けて継続していたJapanTaxiからの配車（BUSINESS含む）は旧MOV車両では受注できなかった。
- 統合前に加盟事業者が各社から提供された機器類はソフトウェア更新で統合対応。車載機器（乗務員用端末、決済機）については、旧MOV式と旧JapanTaxi式のいずれもMoTでアフターサービスを継続し、統合後に新規加盟する事業者も、両者から選択して導入できる。
- 法人向けサービスに関しては、「JapanTaxi BUSINESS」を継続し、後に「GO BUSINESS」に名称変更。同時に、旧JapanTaxi車両だけでなく、GO対応全車が配車できるようになった。公共施設向けに提供されていた来客用配車システム「JapanTaxi forTAB」「MOV CALL」については後者を継続し、「GO CALL」に名称変更。[55]
- DeNAが商用車向けに提供していたドライブレコーダー「DRIVE CHART」[56]は、MOVとは別箇で開発・提供が行われていたが、経営統合と共に事業をMoTに移管した[57]。

システムの統合が進んだ2021年（令和3年）以降は、タクシーによる料理配達サービスの「GO Dine」や、タクシー車両の電気自動車化を進める「GX（グリーントランスフォーメーション）プロジェクト」など、配車アプリに限らないタクシー産業全体を対象とした事業を拡大している。
2022年（令和4年）に加盟する大半の事業者のJapanTaxiからGOへの切替が完了し、JapanTaxiは2023年（令和5年）にサービス終了となったが、2024年現在でも島根県・鳥取県でGOに対応する事業者はない。
年表
- 2020年（令和2年）
  - 4月1日 - 「JapanTaxi」を提供していたJapanTaxi株式会社と「MOV」を提供していたDeNAのMOV部門を事業統合した上で、JapanTaxi株式会社を株式会社Mobility Technologiesに改称[61]。
  - 9月1日 - 同社が提供するMOVとJapanTaxiの両アプリが統合され、MOVから「GO」に名称変更。JapanTaxiは当面残存の上、順次縮小[51]。
  - 12月21日 - 紀尾井町（旧JapanTaxi）と渋谷（DeNA）に分かれていたオフィスを統合し、六本木に移転[62]。
- 2021年（令和3年）
  - 4月20日 - 2017年2月以降、顧客のアプリ配車情報や決済情報を管理するために加盟事業者の運行管理者が使用する業務用システムにおいて、一部の日本交通の社員のアカウントで、日本交通以外の車両が受注した配車情報も確認できていたことが判明。2019年9月以降、日本交通社員により3623名の他社顧客の情報が閲覧されていた。当時のJapanTaxi株式会社がアカウント付与の際に適切に権限設定を行っていなかったことや、担当者の個人情報保護に対する理解不足などが原因とされた[63][64]。
  - 5月19日 - タクシーによるフードデリバリーサービス「GO Dine」開始[65]。
  - 6月 - MoTが第三者割当増資により発行した株式をあいおいニッセイ同和損保が取得したことに伴い、同社との業務提携を開始[66]。
  - 6月3日 - CMキャラクターに竹野内豊を起用開始[67]。
- 2022年（令和4年）
  - 6月1日 - 愛のタクシーチケット株式会社のすべての株式を取得し子会社化[68]。
  - 7月8日 - 東南アジアで配車サービス事業などを行うGrabと提携開始[69]。
  - 7月14日 - 「GO」がMM総研大賞2022「スマートソリューション部門 MaaS分野」で最優秀賞を受賞[70]。
  - 7月19日 - 新エネルギー・産業技術総合開発機構が公募していた「グリーンイノベーション基金事業」に採択され、同年12月12日に「タクシー産業GXプロジェクト」を発表[71][72]。
  - 8月4日 - 大韓民国のタクシー配車アプリKakao Tと提携開始[73]。
  - 11月16日 - 高級ワンボックス車専用の配車サービス「GO PREMIUM」提供開始[74]。
- 2023年（令和5年）
  - 1月30日 - 先述の「タクシー産業GXプロジェクト」において、小田原市と包括連携協定を締結[75]。
  - 1月31日 - 同日13時に「JapanTaxi」がサービス終了となり「GO」に一本化[65]。
  - 2月28日 - 中華人民共和国のCTripおよびAlipayと提携開始[76]。
  - 3月7日 - タクシー乗務員の新たな雇用形態として、日本交通の完全子会社であるハロートーキョーとの協業で「GO Reserve」および「GO Crew」を開始[77][78]。
  - 4月1日 - 株式会社Mobility TechnologiesからGO株式会社に改称[79]。
  - 7月31日 - 「GO Dine」のサービスを終了[80]。
  - 11月24日 - 本社を麻布台ヒルズ森JPタワー23階に移転[6]。

## 関連会社
- 株式会社IRIS - 当社とフリークアウト・ホールディングスとの合弁で設立された。タクシー車内で放映するデジタルサイネージを取り扱う広告媒体事業「Tokyo Prime」を展開している[81][82]。
- 愛のタクシーチケット株式会社[注釈 5]